# رغبي (رياضة)

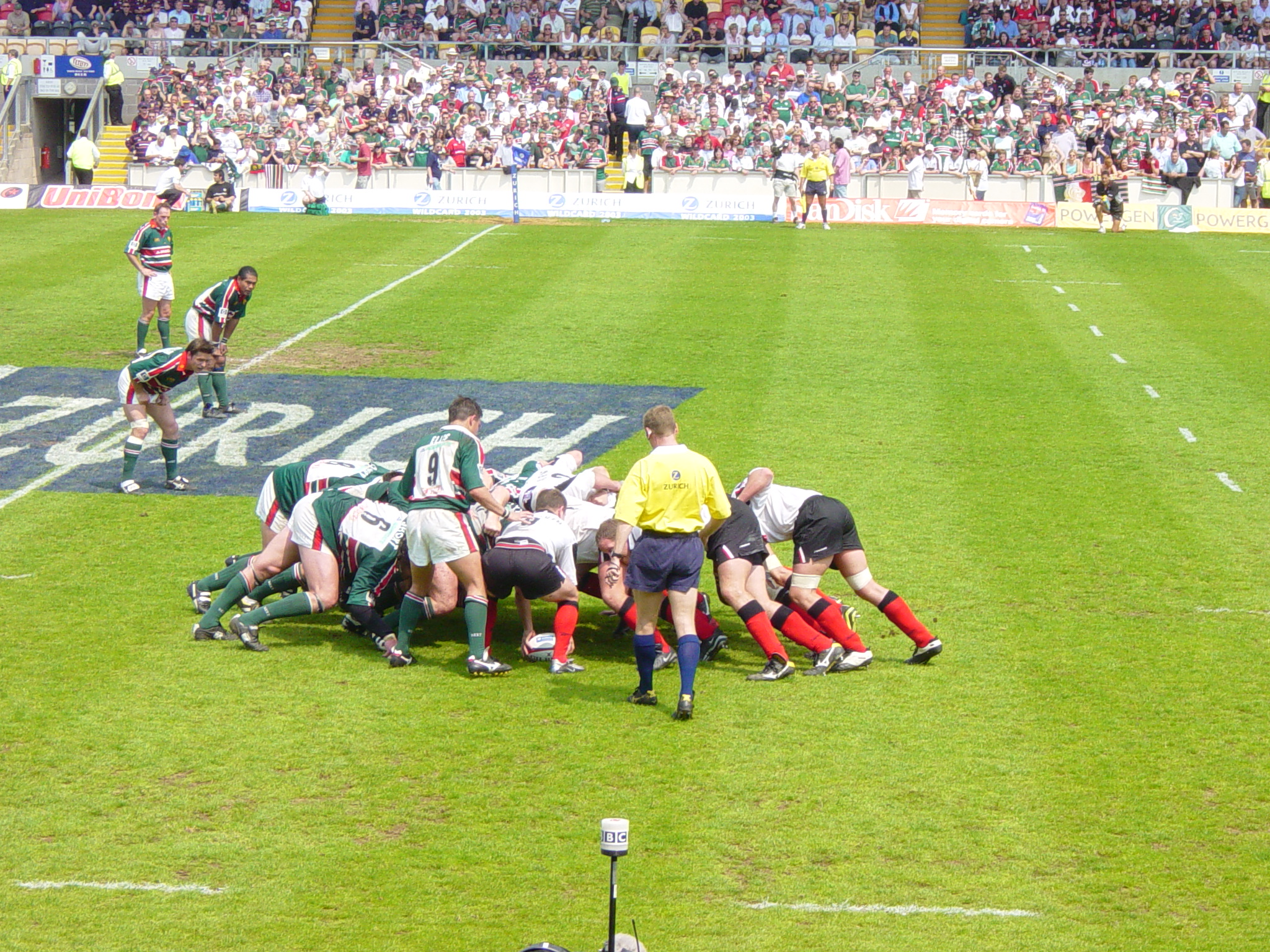
مباراة رجبي

الرغبي هي رياضة جماعية، منتشرة جداً في العالم خاصة في فرنسا ودول الجزر البريطانية (مثل المستعمرات البريطانية السابقة: أستراليا ونيوزيلندا وجنوب أفريقيا. هذه الأخيرة فازت ببطولة كأس العالم لعام 2007. توجد مسابقتان رئيسيتان للرغبي هما دوري الرغبي 13 (rugby league) واتحاد الرغبي 15 (rugby union).

## تاريخيًا

### تطور لعبة الرغبي المعاصرة
في عام 1871، اجتمعت الأندية الإنجليزية لتشكيل اتحاد كرة قدم الرغبي. في عام 1892، بعد توجيه اتهامات بالاحترافية (تعويض أعضاء الفريق) ضد بعض الأندية بسبب دفع مبالغ للاعبين على الرغم من غيابهم عن العمل، تأسس اتحاد كرة قدم الرغبي الشمالي، المعروف كذلك بالاتحاد الشمالي. ردت السلطات القائمة في رابطة اتحاد الرغبي على ذلك بفرض عقوبات على الأندية واللاعبين والمسؤولين المتورطين في التنظيم الجديد. بعد الانفصال، أُطلق على الأندية المنفصلة أسماء «رابطة الرغبي» و«اتحاد الرغبي».
| الحدث | التاريخ   |
| لعب أنواع عديدة مختلفة من كرة القدم في جميع أنحاء بريطانيا. | 1100–1800 |
| بدء استخدام حمل الكرة باليدين أثناء الجري في أواخر ثلاثينيات القرن التاسع عشر في مدرسة الرغبي، وأصبحت كرة القدم في مدرسة الرغبي شائعة في جميع أنحاء المملكة المتحدة في خمسينيات القرن التاسع عشر وستينياته. | 1830      |
| اعتمد ويليام ديلافيلد أرنولد وشيرلي وفريدريك هاتشينز أول مجموعة من القواعد المكتوبة في مدرسة الرغبي. | 1845      |
| إقامة أول مباراة رغبي على الإطلاق في اسكتلندا في ديسمبر 1857، والتي تنافست فيها جامعة إدنبرة ضد أكاديمية إدنبرة | 1857      |
| تأسيس نادي مونتيفيديو للكريكيت في مونتيفيديو، أوروغواي. وهو أول نادٍ يلعب الرغبي خارج الجزر البريطانية. | 1861      |
| تشكيل رابطة كرة القدم، مما شكّل تقسيمًا رسميًا بين كرة القدم التقليدية وكرة قدم الرغبي. حُظر حمل الكرة باليدين، والاعتماد على منع ثبات اللاعبين في مكانهم (مماثل للحجب)، والتدخلات الجسدية كالخطف (أي ركل الخصم في الساقين). | 1863      |
| تشكيل أول أندية رغبي، تلتها مئات أخرى في كامبرلاند ولانكشير ويوركشير في سبعينيات القرن التاسع عشر وثمانينياته. | 1864      |
| لعب الجيش البريطاني الرغبي ضد المدنيين في مونتريال، ما ساهم في إدخال الرغبي إلى البلاد. تطورت هذه الحركة لاحقًا إلى كرة القدم الكندية. | 1865      |
| تأسيس اتحاد كرة الرغبي، بعد اجتماع 25 ناديًا في مطعم بال مول. | 1871      |
| إقامة أول مباراة دولية معترف بها للرغبي، لعبت فيها إنجلترا ضد اسكتلندا. | 1871      |
| نُشرت رسالة ماثيو بلوكسام في جريدة ذا ميتيور، زعم فيها أن ويليام ويب إليس، طالب في مدرسة رغبي، التقط الكرة واخترع لعبة الرغبي. على الرغم من عدم وجود دليل فعلي على ذلك، قررت لجنة التحقيق في اتحاد كرة القدم الرغبي في عام 1895 تداول هذه الأسطورة. | 1876      |
| تقليص عدد اللاعبين من 20 إلى 15 في فريق الرغبي. | 1877      |
| كانت قواعد لعبة الرغبي الإنجليزية تتطلب من اللاعب الذي يجري التصدي له، في حال الاستحواذ على الكرة بشكل عادل، أن يضع الكرة على الأرض فورًا من أجل الاشتباك. اقترح والتر كامب في مؤتمر قواعد كرة القدم الجامعية الأمريكية لعام 1880 استبدال الاشتباك المتنازع عليه بـ«خط الاشتباك» حيث يبدأ الفريق الذي يحمل الكرة باستحواذ غير متنازع عليه. كان هذا التغيير سببًا في تطور لعبة الرغبي الحديثة بعيدًا عن أصولها. | 1880      |
| إقامة أول بطولة للأمم المحلية بين إنجلترا وأيرلندا واسكتلندا وويلز. | 1883      |
| بسبب القلق بشأن الهيمنة المتزايدة للأندية الشمالية التي ينتمي أغلبها إلى الطبقة العاملة، فرض اتحاد كرة قدم الرغبي قواعد صارمة على الهواة: لم يُسمح لأحد بالسعي وراء المكاسب المالية أو تلقي مدفوعات للمشاركة في اللعبة. | 1886      |
| قام فريق كرة القدم الأصلي لنيوزيلندا بجولات في بريطانيا وأستراليا ونيوزيلندا في عامي 1888 و 1889. | 1888      |
| قبول تسجيل النقاط الحديثة بشكل موحد في الأمم المحلية لموسم 1890-1891. | 1890      |
| توجيه اتهامات بالاحترافية ضد أندية كرة قدم الرغبي في برادفورد وليدز بعد تعويض اللاعبين عن غيابهم عن العمل. جاء هذا على الرغم من أن اتحاد كرة قدم الرغبي كان يسمح لبعض اللاعبين بالحصول على أجور، مثل فريق جزر بريطانيا الذي لعب في أستراليا ونيوزيلندا عام 1888، ووفقًا لشهادة هاري هاميل حول تعويضاته لتمثيل ولاية نيو ساوث ويلز ضد إنجلترا في عام 1904. | 1892      |
| اقترحت أندية يوركشاير السماح للاعبين بالحصول على ستة شلنات تعويضات مقابل غيابهم عن العمل بسبب المباريات. رفض اتحاد كرة قدم الرغبي الاقتراح. بدأت عمليات إيقاف واسعة النطاق للأندية الشمالية ولاعبيها. | 1893      |
| أدى الانقسام في كرة قدم الرغبي إلى تأسيس اتحاد الرغبي الشمالي. لعبت عدة عوامل دورًا في هذا الانقسام، بما في ذلك نجاح الفرق الشمالية من الطبقة العاملة، وقرار اتحاد كرة قدم الرغبي بحظر لعب الرغبي في الملاعب التي يُفرض فيها رسوم الدخول، والتهديد بطرد الأندية من الاتحاد إذا لم تتمكن من إثبات جدارتها، وحظر «تعويضات الغياب» للاعبين الذين أخذوا إجازات من العمل للعب الرغبي. اجتمع اثنان وعشرون ناديًا في فندق جورج في هادرسفيلد حيث شكلوا «اتحاد الرغبي الشمالي». في غضون خمسة عشر عامًا من الاجتماع الأول في هادرسفيلد، غادر أكثر من 200 نادي اتحاد كرة قدم الرغبي للانضمام إلى الاتحاد الشمالي. | 1895      |
| لجعل اللعبة أكثر تشويقًا، ألغى الاتحاد الشمالي اللعبة من خط الجانب وخفض قيمة جميع الأهداف إلى نقطتين. جرى استبدال اللعبة من خط الجانب برمي الكرة مرة أخرى في اللعب من خلال الخط الجانبي. | 1897      |
| تأسيس بطولة كأس التحدي التي أثبتت نجاحها منذ البداية. حقق فريق باتلي الفوز باللقب لأول مرة، بفوزه على سانت هيلينز بنتيجة 10-3. | 1897      |
| إدخال الاحترافية في الاتحاد الشمالي، ولكنها كانت بشكل جزئي تمامًا، إذ تعين على اللاعبين أن يكون لديهم وظائف مناسبة أخرى غير اللعب. | 1898      |
| كانت الرغبي ضمن الألعاب الأولمبية في عام 1900 واستمرت حتى الألعاب الأولمبية في عام 1924. | 1900      |
| إيقاف تجربة الاتحاد الشمالي مع رمي الكرة من خط الجانب بعد أربع سنوات فقط. لاحقًا، أُعيد بدء اللعب بخط الجانب بعد خروج الكرة عن حدود الملعب. | 1901      |
| في كندا، طبق اتحاد أونتاريو لكرة قدم الرغبي قواعد بيرنسايد، وكما هو الحال مع قواعد والتر كامب لكرة القدم الأمريكية، ساهمت في تطوير رياضة كرة القدم الكندية الحديثة بعيدًا عن أصولها في الرغبي. | 1903      |
| إقامة أول مباراة دولية في دوري الرغبي، حيث خسرت إنجلترا أمام فريق الجنسيات الأخرى بنتيجة 3-9 في ويغان. | 1904      |
| فازت ويلز بصعوبة على فريق «أول بلاكس» في مباراة أُطلق عليها لقب «مباراة القرن». | 1905      |
| لعبت إنجلترا ضد جنوب أفريقيا (المعروفة باسم السبرينغبوكس) ضمن مباريات اتحاد الرغبي لأول مرة. سُحب جيمس بيترز من تشكيلة إنجلترا بعد أن اعترض الجنوب أفريقيون على اللعب ضد لاعب أسود. | 1906      |
| أصبح جيمس بيترز أول شخص أسود يلعب في مباراة لاتحاد الرغبي لمنتخب إنجلترا، وذلك في مباراة ضد اسكتلندا. | 1906      |
| في الاتحاد الشمالي، جرى تقليل عدد اللاعبين من خمسة عشر إلى ثلاثة عشر لاعبًا لكل فريق، من أجل إفساح المجال أمام للعب الإبداعي. | 1906      |
| قام فريق رغبي نيوزيلندي محترف بجولة في بريطانيا. نظم ألبرت هنري باسكرفيل، وهو موظف في مكتب البريد في نيوزيلندا، فريقًا للجولة عُرف باسم «أول غولدز» في سيدني بسبب تلقي اللاعبين نصيبًا من أرباح الجولة. لعبوا تحت قواعد اتحاد الرغبي في سيدني. في طريقهم إلى بريطانيا، انضم إليهم أفضل لاعب في أستراليا، دالي ميسنجر، في الجولة. فازوا بأول سلسلة اختبار للعبة بنتيجة 2-1، ولكن باسكرفيل توفي بالتهاب رئوي في طريق العودة عن عمر يناهز 25 عامًا. | 1907      |

## فروع الرغبي
- سباعيات الرغبي
- رغبي 15
- رغبي الشاطئ

## الرغبي في العالم
يلعب دوري الرغبي كرياضة محترفة وهاوية في كل من جمهورية إيرلندا وفرنسا وبريطانيا العظمى وأستراليا ونيوزيلندا. ويعتبر دوري الرغبي الرياضة الوطنية الرئيسية في بابوا غينيا الجديدة. وتوجد مسابقات شبه محترفة أو هاوية في دول أخرى مثل روسيا وويلز وأسكتلندا وصربيا ولبنان وجنوب أفريقيا واليابان وكندا والولايات المتحدة الأمريكية وفيجي وتونغا. كما تلعب في باقي دول العالم العربي.
ينظم اتحاد الرغبي قوانين اللعبة سواء كانت احترافية أم هاوية، وهو أحد الاتحادات الرياضية «الثمانية» الكبرى في كل من فرنسا وأستراليا وإنجلترا وإيرلندا ونيوزلندا وجنوب أفريقيا وويلز وأسكتلندا.
توجد اتحادات صغيرة كثيرة تمارس اتحاد الرغبي من بينها: الأرجنتين، وكندا، وفيجي، وجورجيا، وإيطاليا، واليابان، ونامبيا، ورومانيا، وساموا، وإسبانيا، وتونغا، والولايات المتحدة، والأوروغواي. كما تلعب في ماليزيا، و المغرب وتونس، والجزائر
و موريتانيا، ودول الخليج العربية. يوجد اتحاد لكرة الرغبي موحد لدول الخليج العربي، وهو مسؤول عن فريق الخليج العربي للرغبي.

## الرغبي العربي
رغم التواجد الضعيف لرياضة الرغبي في العالم العربي، إلا أن الرغبي العربية حققت الكثير من الإنجازات، منها الدوري المغربي والدوري التونسي والدوري اللبناني، وأخيراً الدوري الجزائري وتشارك الفرق الوطنية لهذه الدول في البطولات الدولية.

## طبيعة اللعبة

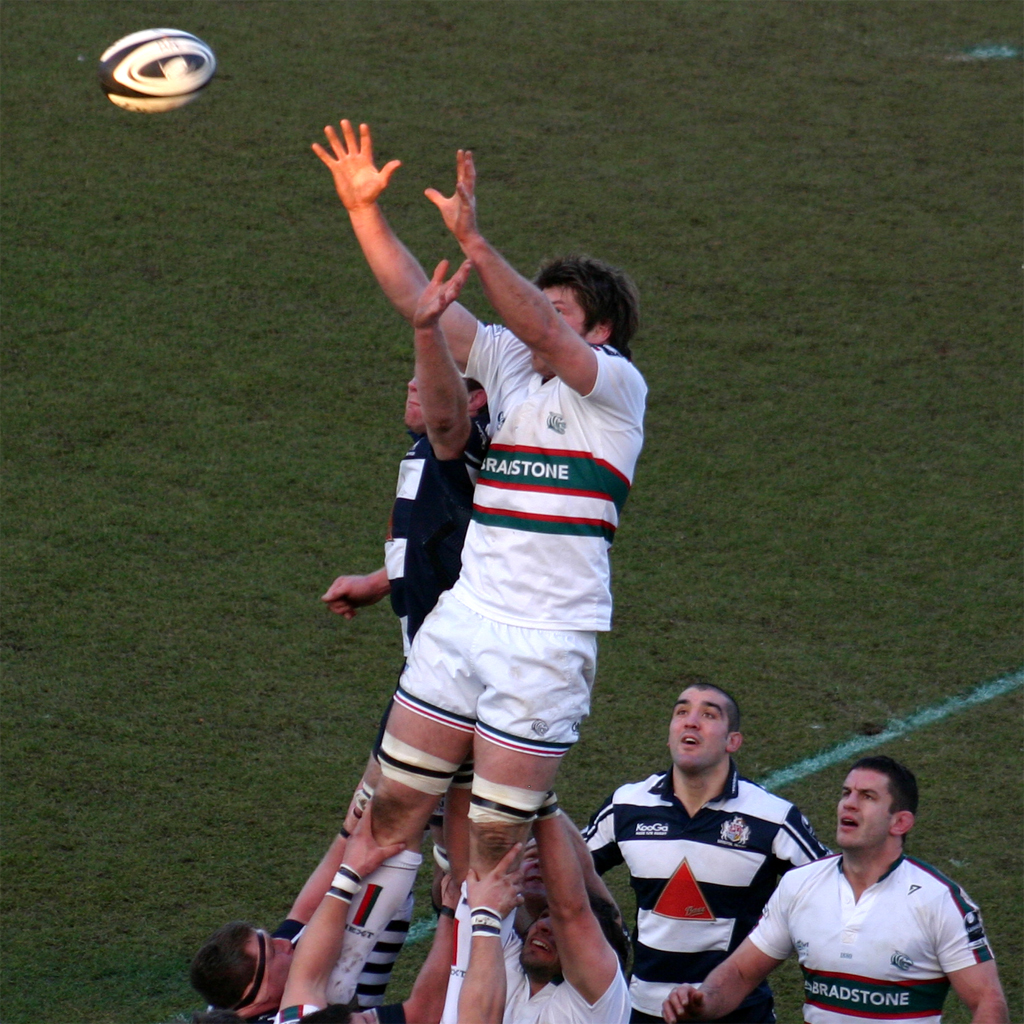
شرط

يمكن للفريق تحقيق هدف بطريقتين. إما بالمحاولة، والمحاولة في رياضة الرغبي تعني تقدم اللاعب وتخطيه الفريق الخصم دون توقف (ولكن يمكنه تمرير الكرة للاعب آخر من فريقه) ووضعها على الأرض بعد خط هدف الخصم. لابد من أن تلمس الكرة الأرض ليحسب هدفاً. الطريقة الأخرى هي تحقيق الهدف بواسطة الركل، وفي هذه الطريقة يجب على اللاعب ركل الكرة بحيث تمر بين العمودين في منطقة الخصم.
ويمكن للفريق تسجيل هدف بثلاث طرق، إما بالمحاولة أو التحويلة أو الهدف، ويحصل الفريق على خمس نقاط للتسجيل للمحاولة، ونقطتين من التحويلة، وثلاث نقاط للهدف، والمحاولة هي تقدم اللاعب في أرض الفريق المنافس، وحمله الكرة أو تمريرها لزملائه، حتى الوصول بها خلف خط مرمى المنافس ووضعها على الأرض، ويجب أن تلمس الكرة الأرض لتحتسب هدفاً.
بعد تحقيق المحاولة يسعى أي لاعب من الفريق الذي حققها إلى تغييرها إلى تحويلة، ويقتضي هذا التغيير أن يضع اللاعب الكرة على الأرض، ثم يركلها لتمر فوق العارضة (أي بين العمودين في منطقة الخصم) من نقطة مقابلة للمكان الذي حقق منه فريقه المحاولة، وتشمل هذه العملية ركل الكرة من نقطة معدة على سطح الأرض تسمى المكان.
أما الهدف فهناك نوعان، الأول هو هدف الجزاء والثاني هو هدف الإسقاط، وتسجل ثلاث نقاط لكل منهما، ويحرز اللاعب هدفا بضربة الجزاء برمي الكرة على الأرض وركلها بعد ارتفاعها عن الأرض مباشرة، أو بركل الكرة بعد وضعها على الأرض لتمر فوق العارضة في حالة ضربة الجزاء، وتمنح هذه الضربة للفريق عندما يخرق الفريق المنافس قواعد معينة للعب.
يحق للفريق المهاجم بست نقلات قبل تسجيل الهدف، ولا يحق للاعبين تمرير الكرة باليد إلى الأمام، بل إلى الخلف فقط.
في حال تمرير الكرة باليد إلى الأمام، أو انتهاء النقلات الست دون تسجيل هدف، يحتسب خطأ على الفريق المهاجم وتنتقل إلى الفريق الآخر الذي عليه أن يسجل هدف خلال ست نقلات أيضا، وفي حالة انتهاء الوقت الأصلي بالتعادل خلال مباريات تحديد المراكز، سيتم لعب وقت إضافي من شوطين، مدة كل منهما خمس دقائق، والفريق الذي يسجل أولاً خلال الوقت الإضافي يكون هو الفائز بالمباراة.

## الملعب

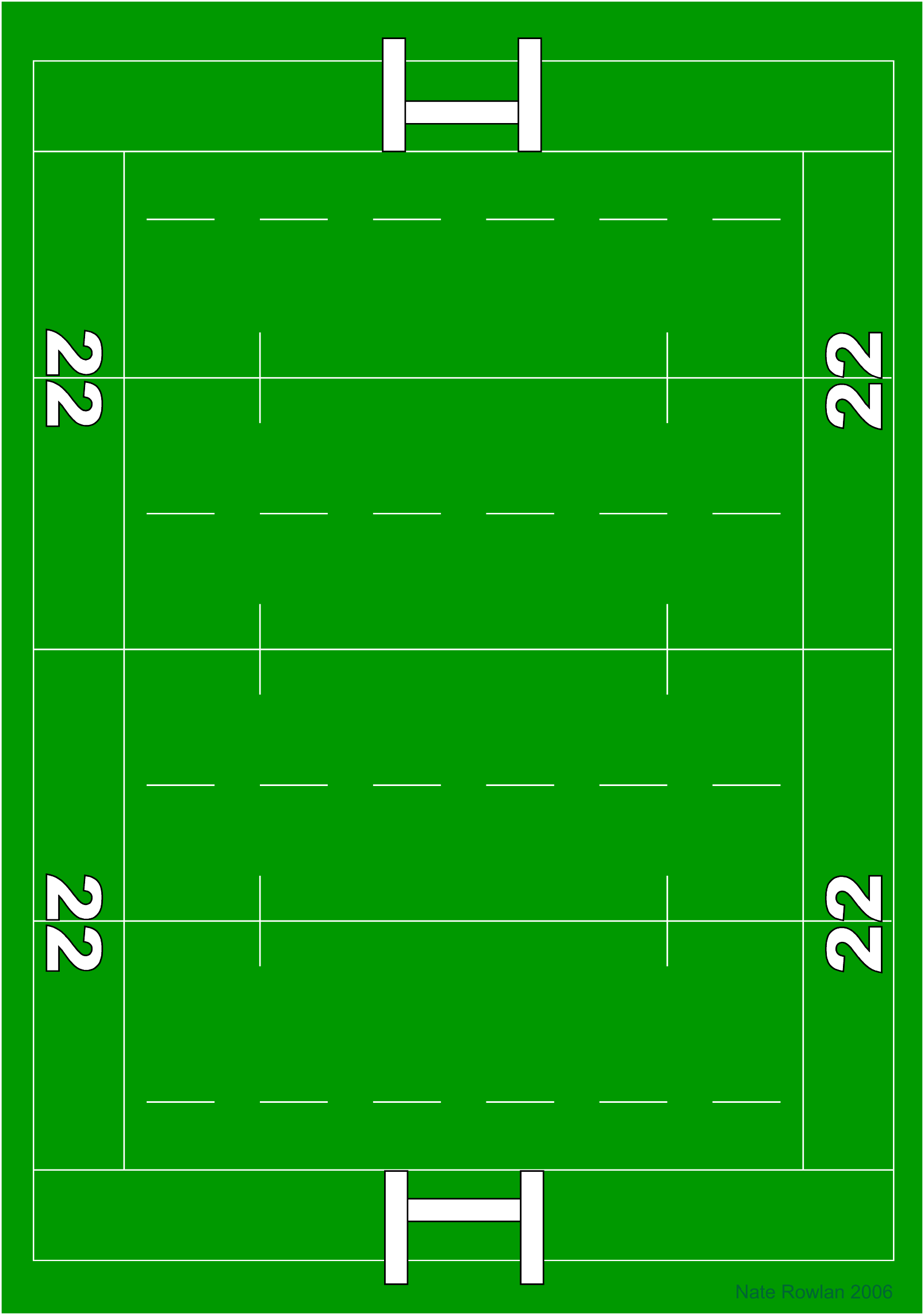
الملعب

تبلغ أقصى مساحة للملعب 69 مترا من حيث العرض و144 مترا من حيث الطول وتبلغ المسافة بين المرميين 100 مترا تمتد المنطقة المسماة بمنطقة الهدف إلى 22 مترا خلف خط المرمى وخط الوسط وخطوط أخرى تكون موازية لخطي المرمى وتثبت قوائم المرمى على خط كل مرمى.
يبعد هذان القائمان عن بعضهما مسافة 5.6 مترا وهما موصولان بعارضة على ارتفاع ثلاثة أمتار عن سطح الأرض.

## الكرة

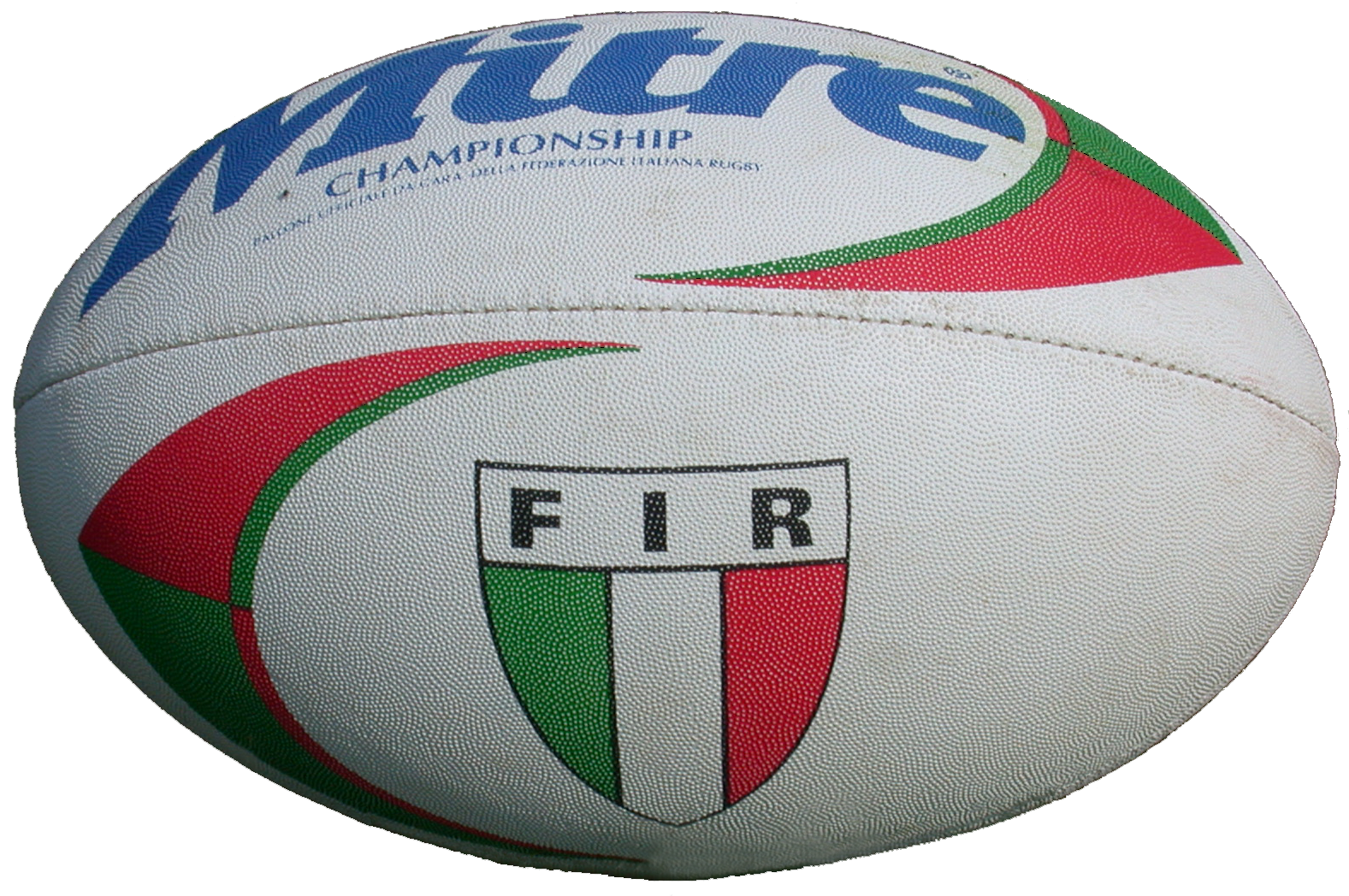
كرة الرغبي

كرة الرغبي بيضوية الشكل، مصنوعة من المطاط ومغطاة بالجلد، يبلغ طولها نحو 28 سنتيمتراً ويبلغ وزنها ما بين 400 إلى 450 غراماً.